# Cultura yumbo
La cultura yumbo fue un pueblo indígena que vivió en las zonas de piedemonte del noroccidente de la actual Provincia de Pichincha, Ecuador. Esta cultura existió desde el Período de integración, pasando por el período incaico y hasta ya bien entrada la época colonial. Se suele caracterizar a los yumbos como comerciantes ya que eran estos quienes transportaban productos tales como sal, ají, pescado seco, algodón y oro desde las regiones costeras hasta ciudades de la sierra andina como Quito durante el período colonial.
Durante los siglos XVII y XVIII se empezó a utilizar la palabra «yumbo» también para referirse a algunos grupos indígenas de la Amazonía. No se sabe si este cambio se debe a que ocurrió una migración desde el País Yumbo hacia regiones de la cuenca Amazónica o si simplemente se asoció la palabra de manera equivocada a grupos indígenas que no eran yumbos, tal vez el origen de esta asociación se debe a que tanto mercaderes yumbos como amazónicos llegaban a vender sus productos a los mercados de Quito.
El sitio arqueológico conocido como Tulipe es uno de los monumentos más famosos construidos por el pueblo yumbo, hoy en día funciona como Museo.

## El País Yumbo

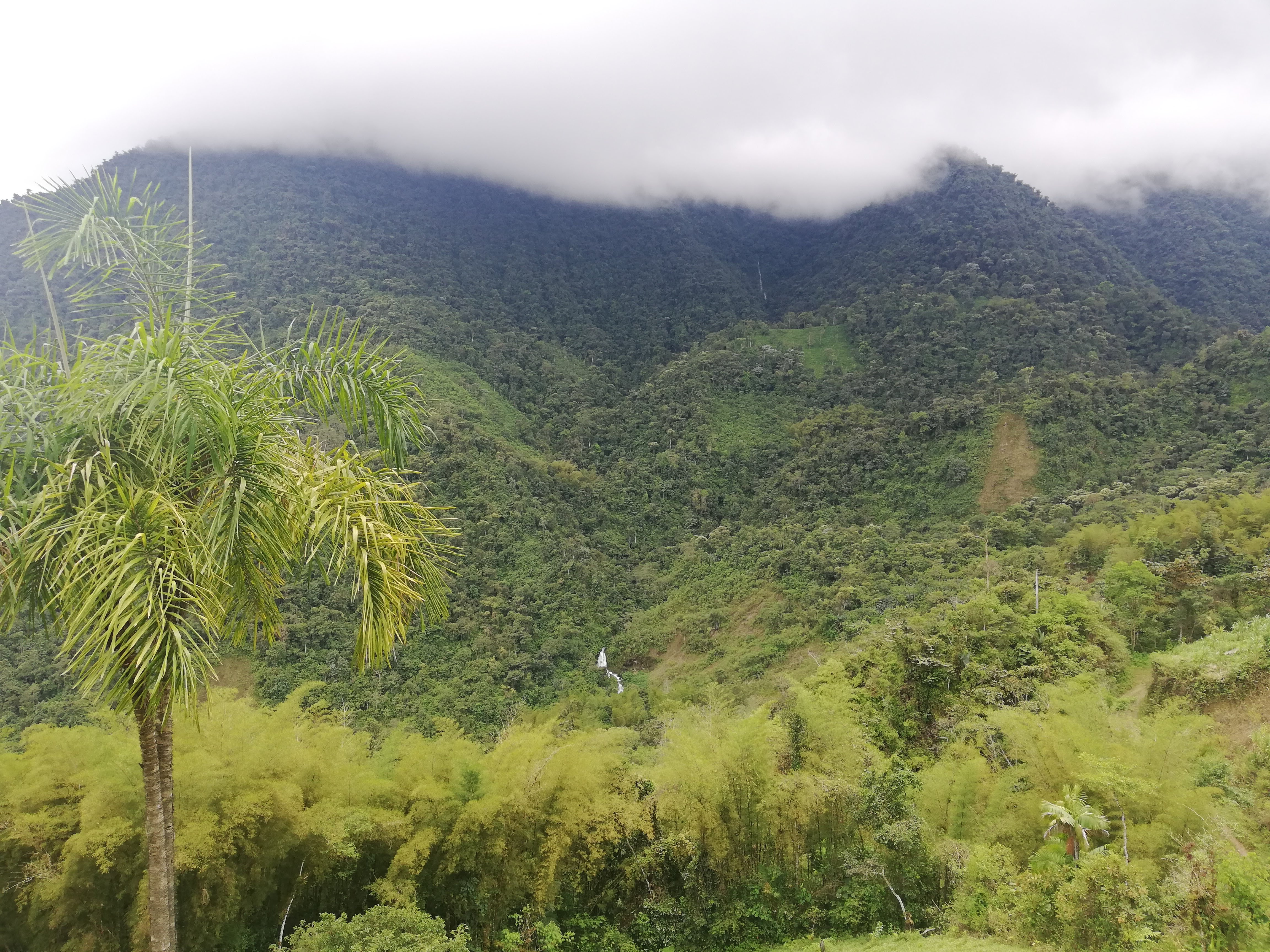
Paisaje del País Yumbo.

Este pueblo vivió en el llamado País Yumbo, una extensión de terreno cuyos límites exactos nunca fueron definidos. El cronísta español Miguel Cabello de Balboa describió este territorio de la siguiente manera: "toma de largo más de veinte leguas, tiene a levante la ciudad de Quito, a el medio día la provincia de Sicchos [hoy en día Sigchos], y a el poniente la bahía de Tacames [Hoy en día Atacames]", indicando que el País Yumbo era virtualmente todo el territorio que se hallaba entre la sierra ecuatoriana y el océano pacífico a la altura de Quito aproximadamente.
Sin embargo, esta región en realidad era más pequeña, abarcando aproximadamente las áreas de piedemonte que se encuentran entre el Río Guallabamba al norte y el Río Toachi al sur.
Los historiadores han dividido el País Yumbo en dos regiones principales, la de los yumbos septentrionales (al norte) que incluye pueblos como Alambi, Cachillacta, Gualea, Nanegal o Llulluto, y la de los yumbos meridionales (al sur) que incluye pueblos como Mindo, Cansacoto, Allurquín, etc.
El clima del País Yumbo forma parte de la región climática conocida como el Chocó Andino. Esta cubierto de bosque nublados con vegetación muy densa. Las precipitación es abundante y la temperatura varía entre los 12 °C y los 24 °C dependiendo de la altura.

## Historia

### Período preincaico
El País Yumbo ha sido habitado durante todo el período prehispánico. Los restos arqueológicos más antiguos conocidos en la región provienen del sitio arqueológico llamado Montequito, en Pedro Vicente Maldonado, en el se encontraron restos del período precerámico que datan del 8 240 a. C. La ocupación del lugar continúa durante el Período Formativo y el Período de desarrollo regional. Sin embargo, la cultura yumbo no aparece hasta un período bastante más tardío, el Período de integración, a partir del 400 d. C.
Se cree que fue durante este período que se construyeron la mayoría de obras de ingeniería y arquitectura que normalmente se asocian con la cultura yumbo, como los culuncos (caminos hundidos), los montículos y pirámides truncas de tierra conocidas como Tolas, las piscinas rituales e incluso los andenes que tradicionalmente se pensaba que habían sido construidos durante el período inca.

### Período inca
Existen varias versiones sobre la conquista inca del País Yumbo. Según el cronista Miguel Cabello de Balboa, fue el general inca Guanca Auqui quien conquistó la región en algún momento durante la Guerra civil incaica. Según el cronista Pedro Cieza de León, fueron los emperadores Topa Inga Yupanqui y Huayna Cápac quienes conquistaron el País Yumbo, sin embargo la versión de Cabello de Balboa parece ser la más creíble.
Tras la conquista del País Yumbo los incas establecieron su dominancia militar sobre la zona mediante la construcción de fortalezas en las colinas conocidas como Pucarás, hay varios de ellos conocidos en la zona que se agrupan en dos conjuntos, un grupo en el País Yumbo septentrional y otro en el país austral. Sin embargo, los yumbos nunca fueron incorporados al sistema imperial de los incas.
Durante la conquista española, algunos generales incas huyeron hacia el País Yumbo o hacia la Amazonía después de ser derrotados por el conqusitador Sebastián de Benalcazar. Desde allí establecieron una estrategia de guerrillas. Según algunos historiadores, entre los incas que buscaron refugio con los yumbos estaba el general inca Rumiñahui.

### Período Colonial

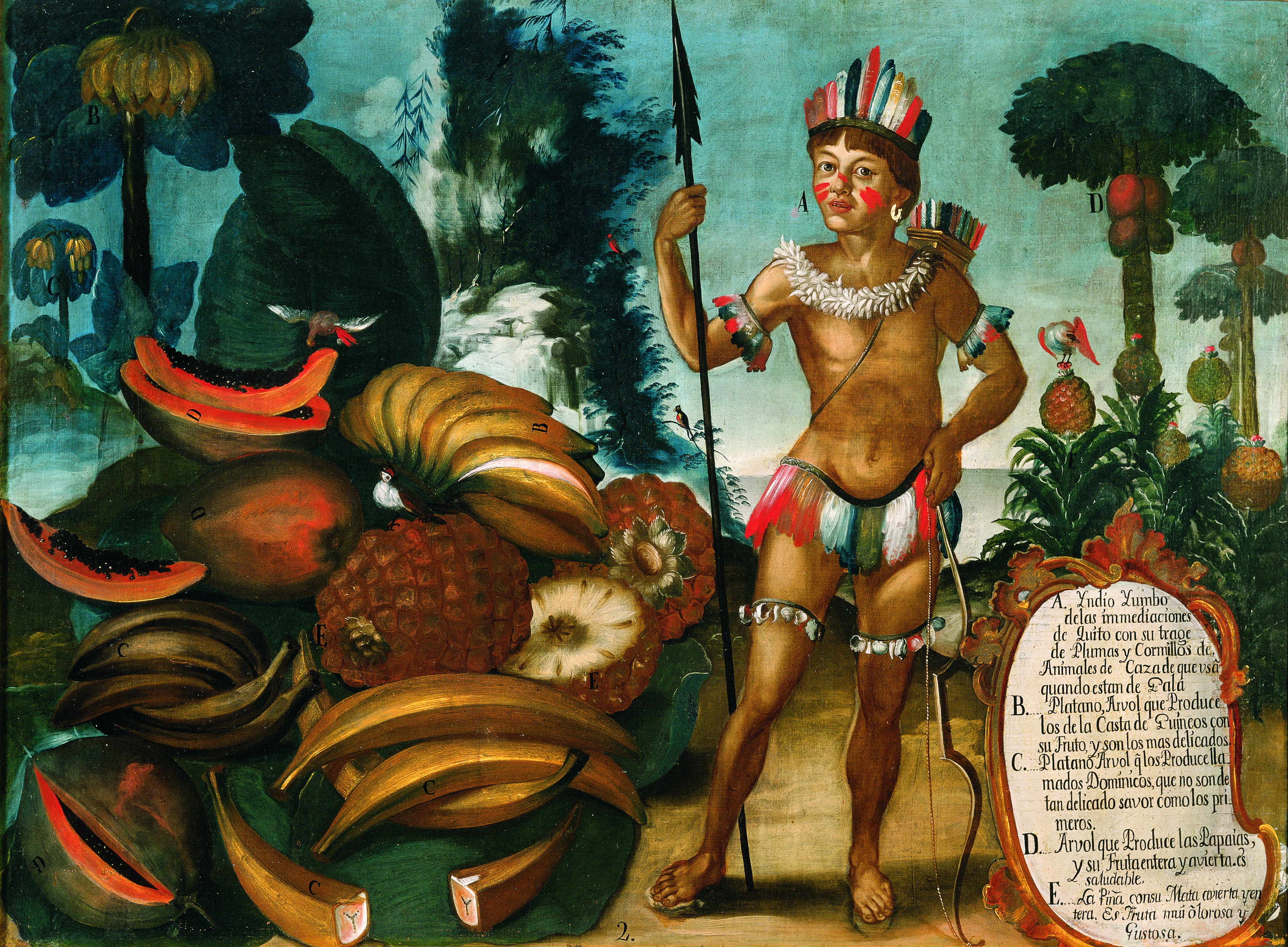
Indígena yumbo en traje de Gala, retrato por Vicente Albán.

Tras la conquista española del imperio incaico inició la repartición de tierras entre las conquistadores. A 11 encomenderos se les asignó originalmente tierras en los países yumbos, sin embargo la conquista de estos territorios todavía no había sido asegurada, en 1539 se dio una sublevación en los países yumbos, motivo por el cual Alonso de Hernández fue enviado con 50 jinetes y aliados indígenas a pacificar la región, Hernández relata un enfrentamiento contra los yumbos de la siguiente manera:

tuve lengua donde estaba el cacique Titara; con la junta de gente fui a una fortaleza donde estaba con dos mil hombres de guerra; [...] sin me herir ningún español, los rompí y desbaraté y fui dos días en su alcance, de donde se les perdió la furia;
Alonso de Hernández

Sin embargo, los enfrentamientos y guerrillas continuaron en la región hasta la década de los 1570s.
Tras el establecimiento de la Real Audiencia de Quito se dio inicio a la evangelización de los yumbos a manos de 3 órdenes religiosas, los Mercedarios, los Clérigos y los Dominicos. También se hizo el primer censo de la zona, se registró una población de 6 123 yumbos. Sin embargo la población empezó a caer rápidamente, ya que para 1560 se registraron alrededor de 4 mil yumbos tributarios y para inicios del siglo XVII estos eran apenas mil.
A inicios del siglo XVII se dieron varios enfrentamientos entre los indígenas yumbos y los esclavos libertos africanos que vivían en palenques en la provincia de Esmeraldas. En 1605 una partida de mulatos palanqueros e indígenas Cayapas atacaron el pueblo de Cotongo, en la dependencia de Cansacoto, al sur de los países yumbos, se cuenta que mataron a varios residentes del pueblo y secuestraron a otros. El testigo Pedro Pinga describió el ataque de la siguiente manera:

la muerte que dieron a estos yndios fue a lançadas y que les cortaron los pies vivos y los muertos fueron veinte y seis los cabtivos cinquenta y seis
Pedro Pinga

Ante este ataque, la Real Audiencia de Quito resolvió formar una partida de 15 soldados españoles y varios indígenas para ir a los palenques y liberar a los Indígenas capturados además de ahorcar a los culpables de la masacre. Sin embargo en marzo de 1606, una navío español llegó a las costas de Esmeraldas con 25 tripulantes a punto de morir de hambre, los cuales fueron socorridos por los palenqueros, la tripulación de dicho navío viajó después a Quito e intercedió ante las autoridades a favor de los palenqueros.
En 1607 se produjo otro ataque al pueblo de Nimbo, sin embargo no se conoce como reaccionaron las autoridades de Quito.
A lo largo del siglo XVII continuó el despoblamiento del País Yumbo septentrional. Muchos indígenas habían muerto debido a epidemias y otros habían emigrado a otras regiones. No ayudó a esta caída demográfica la erupción del Volcán Pichincha en 1660, según testigos la ceniza arrojada por el volcán llegó a cubrir zonas del País Yumbo septentrional con una pica de altura (equivalente a 3.89 metros). Sin embargo, la situación era diferente en el País Yumbo meridional. La zona era gobernada eficientemente por los caciques de Alóag, el linaje de los Liquinzumbas, y la población estaba incluso creciendo, en parte debido a la llegada de un nuevo grupo étnico a la región, los Colorados. Eran llamados así debido a su tradición de utilizar pintura corporal roja, estos son los antepasados de los Tsáchilas modernos.
Para el siglo XVIII los colorados habían remplazado totalmente a los yumbos meridionales. Mientras que la población de los yumbos septentrionales llegó al mínimo, pueblos y haciendas fueron abandonados. A partir de 1790 no se sabe casi nada de los yumbos.

### Legado de los yumbos

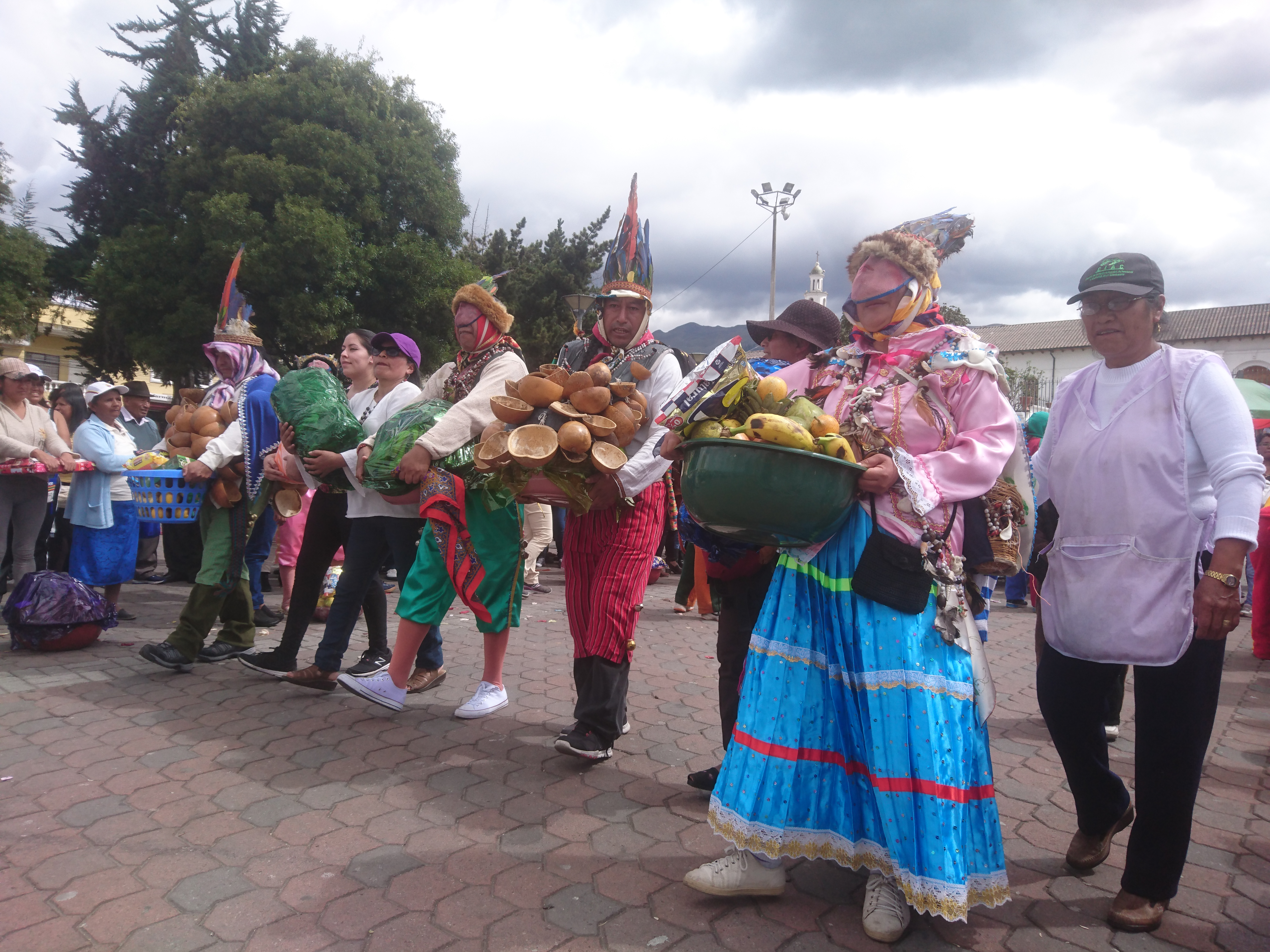
Celebración de la Yumbada.

Según relatos orales, el último cacique yumbo de Nanegal fue Don Ramón Nachillón, quien vivió junto a su esposa Manuela Acosta hasta la década de 1930. Ambos vestían de la manera tradicional yumbo.
Hoy en día se celebra en el mes de junio, en barrios de Quito, especialmente en Cotocollao una fiesta conocida como la Yumbada. Durante esta celebración se realizan bailes y danzas, varios de los danzantes se visten como indígenas yumbos.

## Ingeniería y arquitectura yumbo

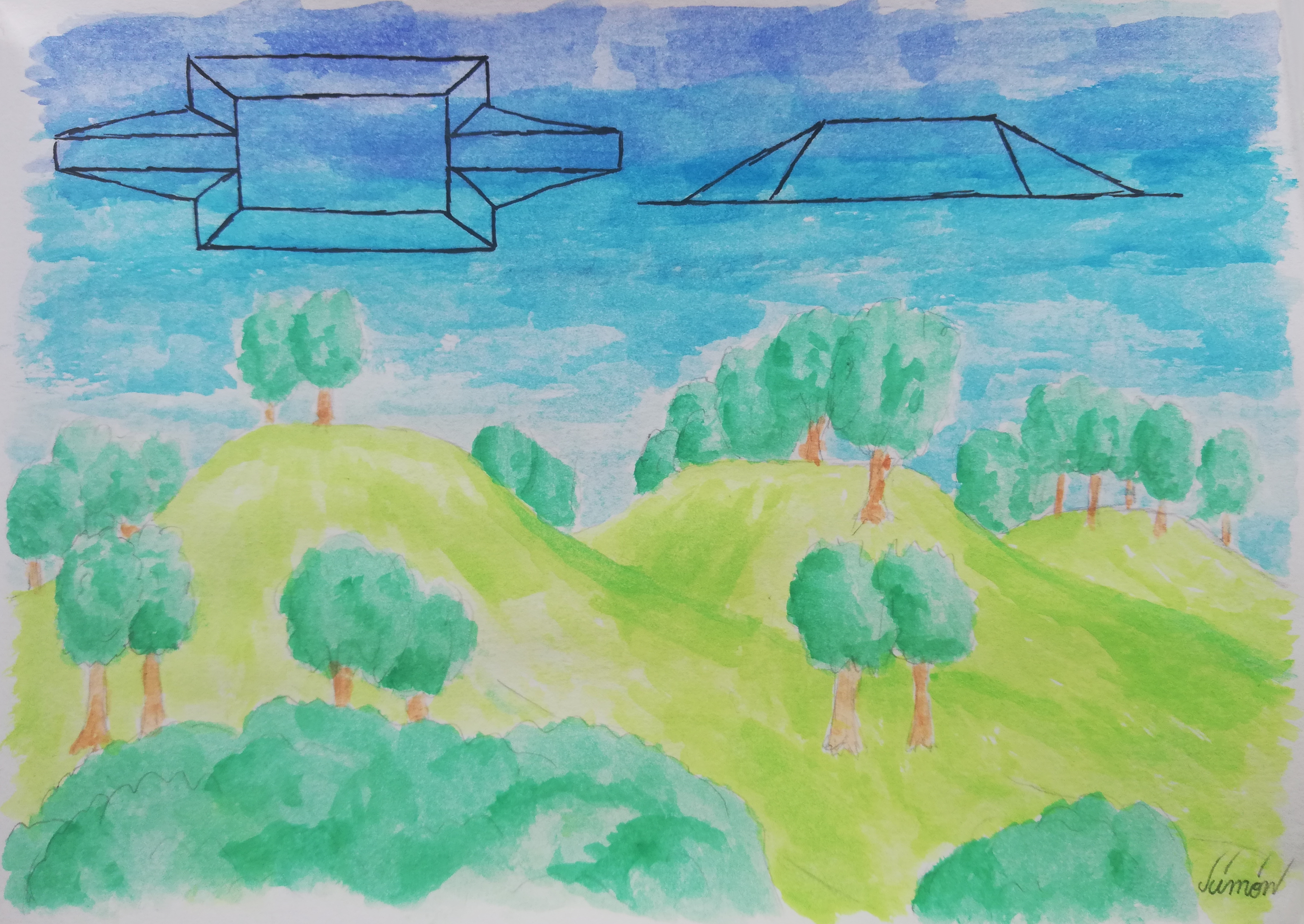
Dibujo en acuarela representa varias Tolas Yumbas. En la parte de arriba se puede ver el plano y la sección de una pirámide trunca de 2 rampas de estilo yumbo.

Dentro de la arquitectura yumbo destacan los montículos artificiales, conocidos localmente como Tolas. Existen dos tipos de tolas en el País Yumbo.
1. Las pirámides truncas son tolas generalmente rectangulares y de forma piramidal, pero no terminan en punta ya que su cima es allanada, formando un tipo de plataforma. Generalmente tienen rampas de acceso en su eje más alargado, las hay con una rampa y también con dos rampas.[18] Estas tolas son muy parecidas a las que fueron construidas por la cultura Caranqui, de la sierra norte de la provincia de Pichincha e Imbabura, las tolas más famosas construidas por estos últimos son las de Cochasquí. Incluso la técnica de construcción es muy similar, ya que tanto yumbos como Caranquis construyeron utilizando bloques.[19]
2. Las tumbas yumbo, si bien normalmente son tumbas de pozo, excavadas en la tierra, suelen estar marcadas por pequeños túmulos.[20]

Otro elemento destacado de la ingeniería yumbo son los caminos o Culuncos. Se trata de caminos hundidos que conectan la sierra andina con las regiones costeras. Algunos de estos caminos son tan profundos como 5 metros por debajo de la tierra. Normalmente convergen en las llamadas Bocas de montaña, que son los puntos más bajos de la Cordillera Occidental, ya que solo en por estos lugares se podía cruzar la cordillera sin tener que pasar por los páramos. Para cruzar los ríos construyeron puentes colgantes de bejucos y cañas.

## Sitios arqueológicos yumbo

### Tulipe

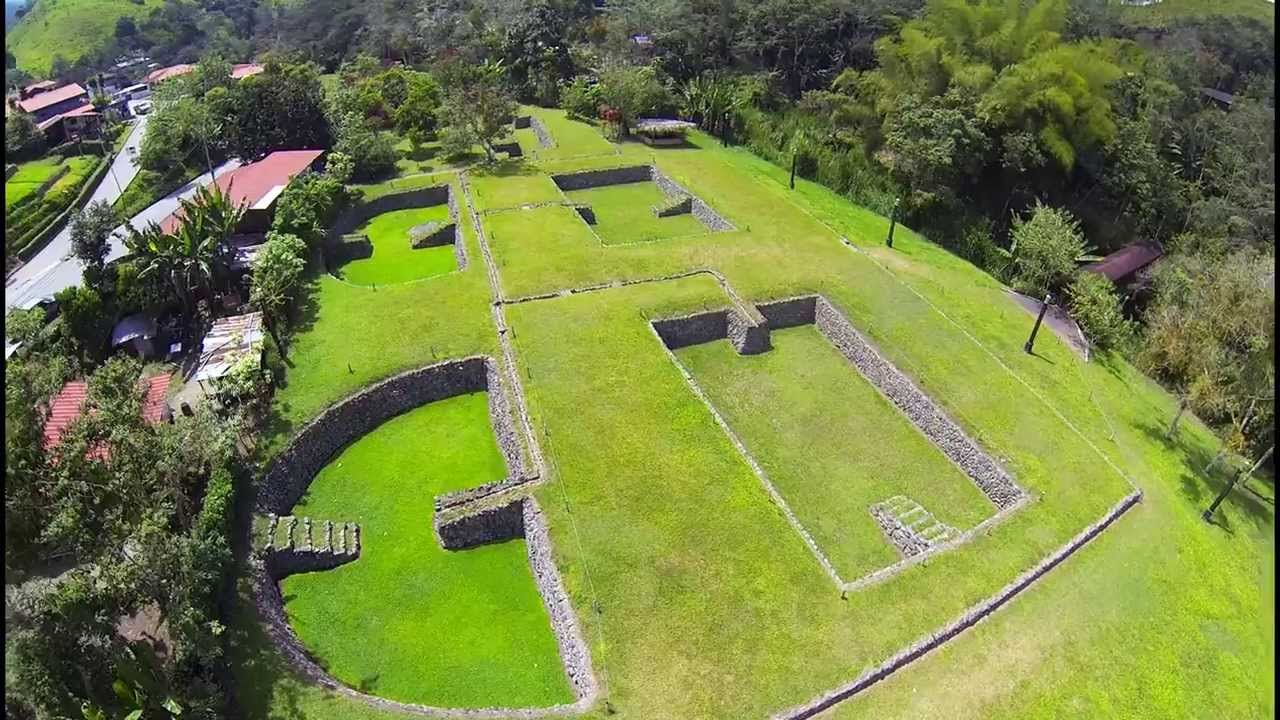
Vsita de las piscinas de Tulipe.

El centro ceremonial de Tulipe es un complejo de estructuras hundidas llamadas piscinas, las cuales tiene paredes de piedra, rampas de acceso y fueron alimentadas por canales de agua. En el complejo existen 8 de estas estructuras. Tienen diversas formas; cuadradas, rectangulares, circulares y semicirculares, hay una piscina de formas extrañas que ha sido interpretada como la forma de un felino. Entre estas piscinas también hay una estructura conocida como los baños incas, ya que cuenta con elementos de la arquitectura inca que no han sido vistos anteriormente en la arquitectura yumbo.
El lugar funciona como un museo de sitio desde el año 2007.

### Palmitopamba
El sitio de Palmitopamba, ubicado en la parroquia de Nanegal, fue una colina ocupada por los yumbos, donde construyeron varias terrazas agrícolas y una pirámide trunca en la cima. Posteriormente, el sitio fue ocupado por los incas y convertido en un Pucará (fortaleza incaica). Dentro de las terrazas se han encontrado 2 edificios incas incompletos junto a varios montones de piedras sin forma, estos han sido interpretados como edificios que fueron abandonados antes de que se terminara su construcción.
En los alrededores del pucará se han encontrado varias tumbas. Entre ellas destaca la tumba de un adulto que tenía un ajuar funerario compuesto por cerámica tanto yumbo como inca. Se ha especulado con la posibilidad de que halla tratado de un "mestizo" de ambas culturas.

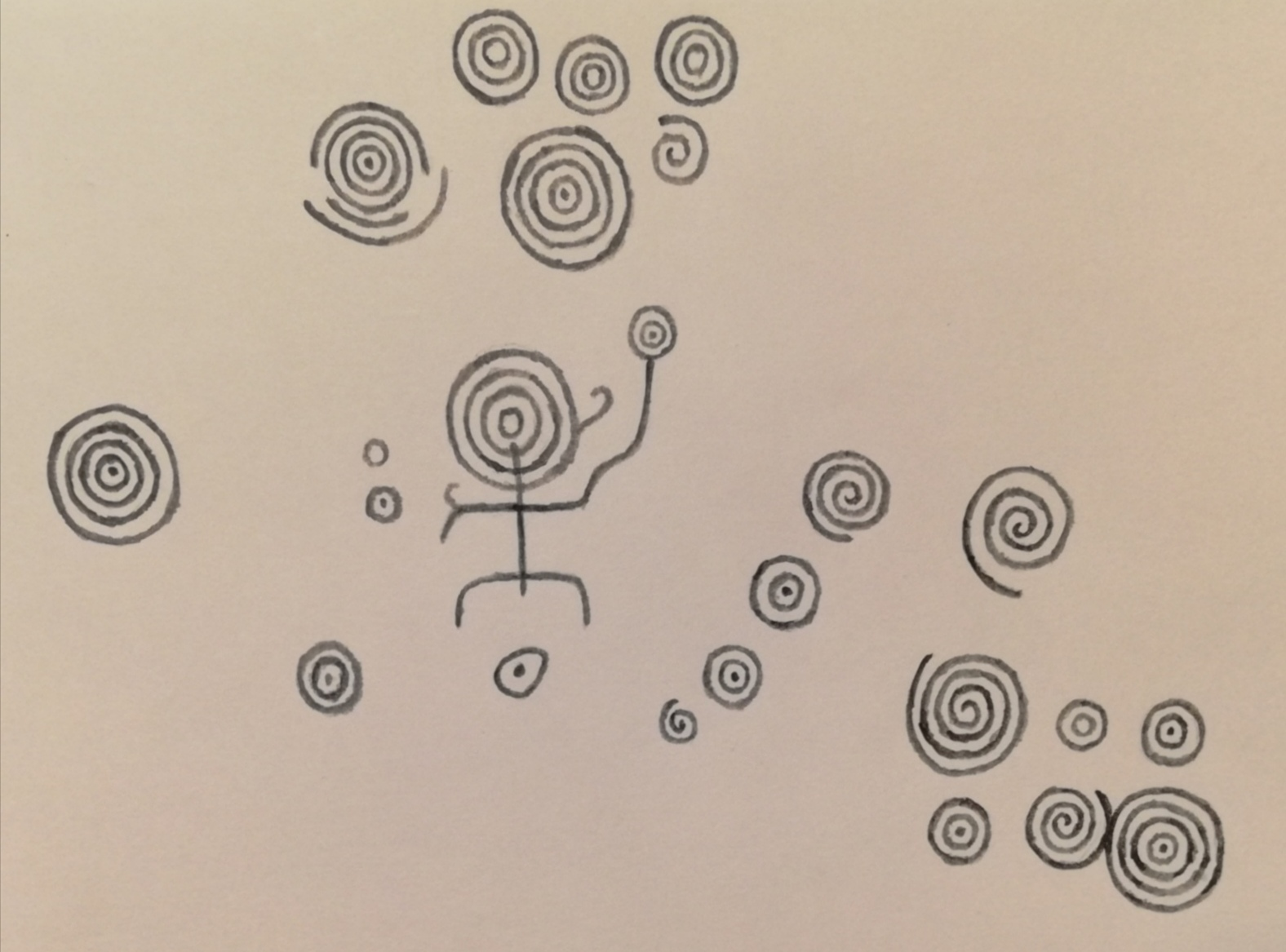
Copia de los petroglifos del Río Chirapi, al centro se puede ver la figura humanoide.

### Río Chirapi
En el río Chirapí, cerca de Pacto, a la altura de la pequeña cascada conocida como Gallo de la Peña hay varias Rocas con petroglifos. El petroglifo más destacado se encuentra en una roca de andesita y consiste en varios espirales y círculos concéntricos, al centro del petroglifo se puede ver una figura humanoide compuesta por estas mismas formas.
A pesar de que estos petroglifos normalmente se asocian con la cultura yumbo, en verdad es imposible conocer su antigüedad.